# Arte da Suméria

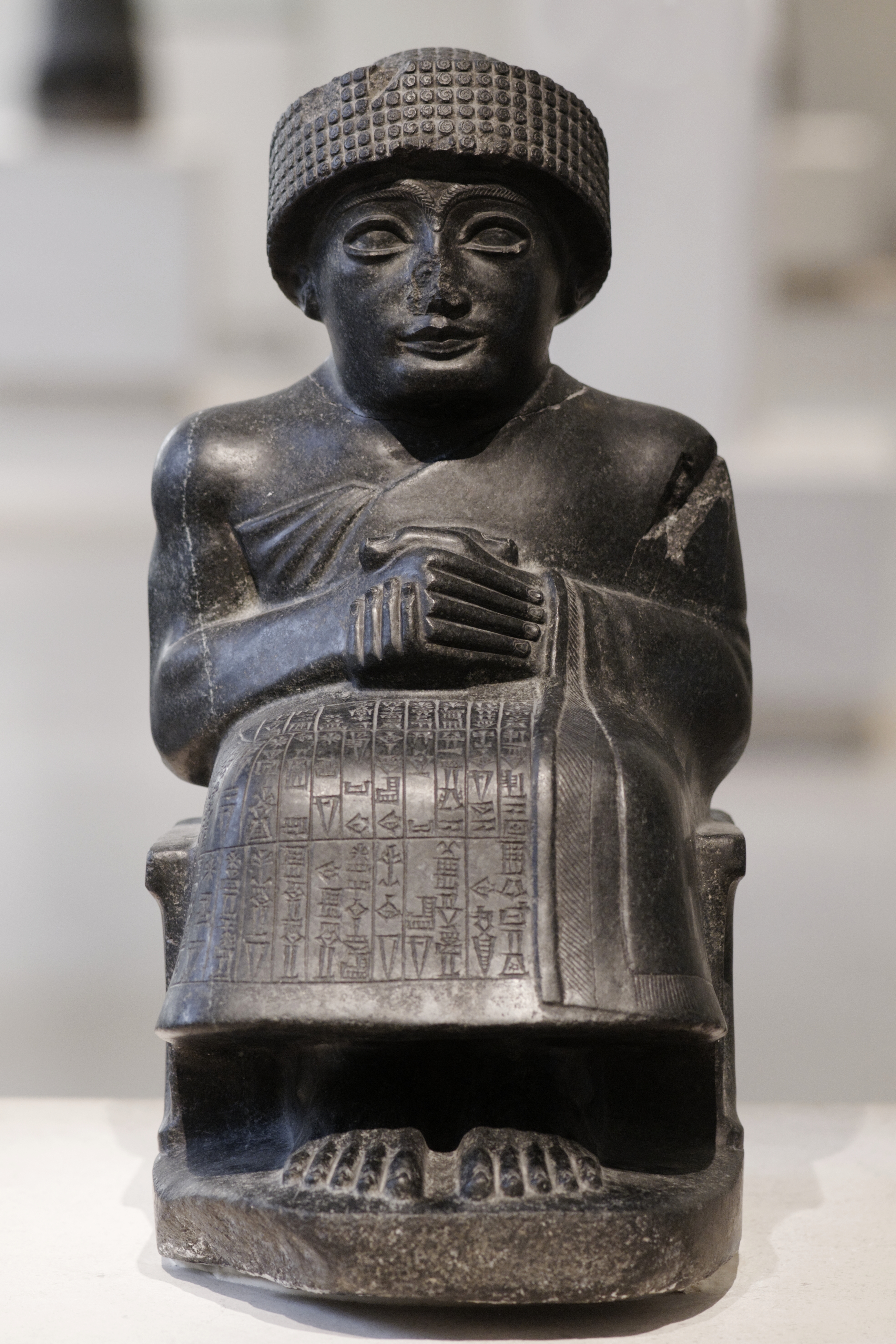
Gudea, príncipe de Lagash

Arte da antiga Suméria (sul da antiga Babilônia, hoje sul do Iraque), teve lugar no local onde se desenvolveu uma civilização de cidades-Estados durante o terceiro milênio a.C.. Os sumérios apresentaram uma das mais ricas e variadas tradições artísticas do mundo antigo, a base sobre a qual se desenvolveu coco a arte dos assírios e babilônios. Grande parte do que conhecemos da arte da Suméria procede das escavações das cidades de Ur e Ekka. O aspecto dominante da arquitetura das grandes cidades era o templo-torre (zigurate). As fachadas com colunas tinham decoração de lápis-lazúli, conchas e madrepérola. Também eram produzidas jóias do mais delicado trabalho em ouro e prata, esculturas de cobre, cerâmica, gravuras e selos. Os sumérios trabalhavam bem a pedra e a madeira, e foram pioneiros na utilização de veículos com rodas.
- Período Proto-histórico (3500 a.C.-2900 a.C.);
- Período Protodinástico (2900-2350 a.C.);
- Período Acadiano (2350-2200 a.C.);
- Período da II Dinastia de Lagaxe (2150-2120 a.C.);
- Período Neo-Sumério (2120-2004 a.C.)[1]

## Período Proto-Histórico
Por volta de 3500 a.C., os primeiros centros habitados desenvolveram-se de facto na Mesopotâmia e iniciou-se a fase denominada "Revolução Urbana".
A arte, influenciada pelas transformações introduzidas pela produção agrícola, privilegiou temas relacionados com os ciclos da natureza e com as divindades da fertilidade, do nascimento e da proteção da vida.

### Arquitectura
A origem da tradição arquitectónica suméria começou no sul da Mesopotâmia, mas cedo se consolidou nos cursos médio e superior do rio Eufrates.
O melhor exemplo da arquitetura suméria encontra-se no complexo de templos de Uruk (atual Warka), dedicado à deusa Inanna e ao deus Anu.
O santuário está estruturado em vários edifícios dispostos lado a lado:
- templo em mosaico, com uma cela central entre duas alas simétricas e uma sala ortogonal em forma de L na lateral mais pequena;
- palácio quadrado, articulado ao longo de um pátio de 31 metros de cada lado, com inúmeras entradas e fachadas com saliências e reentrâncias;
- templo C, tripartido (dividido em 3 partes);
- templo D, com um grande salão central ladeado por alas de salas mais pequenas;
- salão dos pilares, um espaço rectangular ladeado por duas alas que albergam salas acessíveis apenas a partir do exterior do edifício e com longos corredores para a entrada (observatório solar).

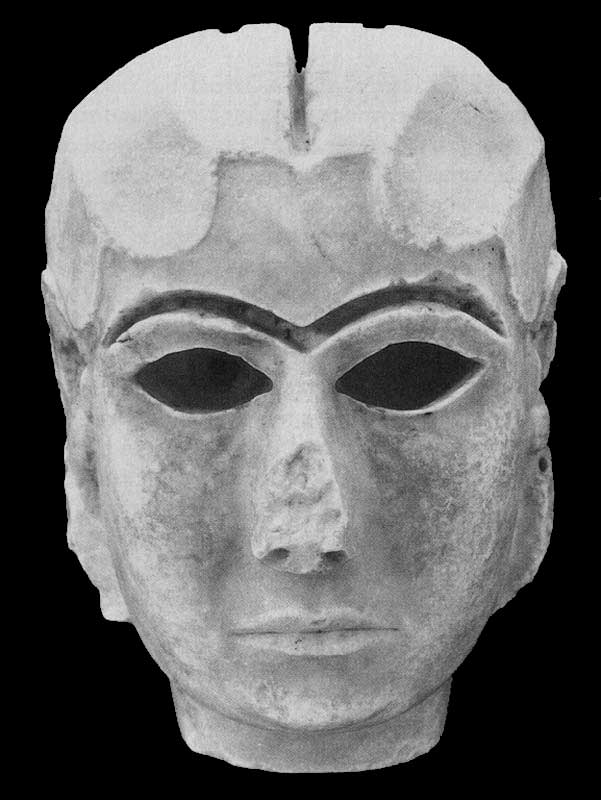
Cabeça feminina de Warka

### Estátua
Devido às inúmeras sobreposições urbanas dos séculos seguintes, as evidências de estátuas proto-históricas são escassas, mas sugerem uma preferência por um estilo naturalista, em grande parte desprovido de caracterizações individuais das personagens representadas. As figuras humanas são geralmente representadas em pose hierática, com olhos grandes e inexpressivos que evocam espiritualidade e transcendência. O significado destas personagens está ligado ao pensamento e à espiritualidade humanos; Nisto se intui o desejo de representar a relação devocional e o respeito existente entre o homem e as divindades. 
Exemplo de estatuária proto-histórica:
- Busto de Fedele de Uruk (III milénio a.C.);
- Cabeça feminina de Warka (III milénio a.C.)

### Relevo
O relevo proto-histórico tem uma função religiosa e celebrativa, cujo significado está quase sempre ligado à ordem social e divina. A figura humana torna-se um meio de celebrar o papel institucional da personagem retratada e uma expressão da ideologia política e religiosa da comunidade.
No relevo surge a figura do líder da comunidade que luta contra alguns animais, sobretudo leões e touros, que representam ideologicamente a comunidade que exerce o seu poder e o seu domínio sobre o mundo natural e que traz equilíbrio à relação com o mundo divino. Outros temas representados são os relacionados com o mundo agrícola e pastoril.
Os exemplos emblemáticos do relevo proto-histórico são os seguintes:
- Placa em relevo do templo de Inanna em Nippur (Terceiro milénio a.C.) Bagdade, Museu Nacional Iraquiano;
- Vaso de culto decorado em relevo (Terceiro milénio a.C.) Londres, Museu Britânico;
- Vaso de culto de Uruk (finais do Quarto milénio a.C.) Bagdade, Museu Nacional do Iraque.

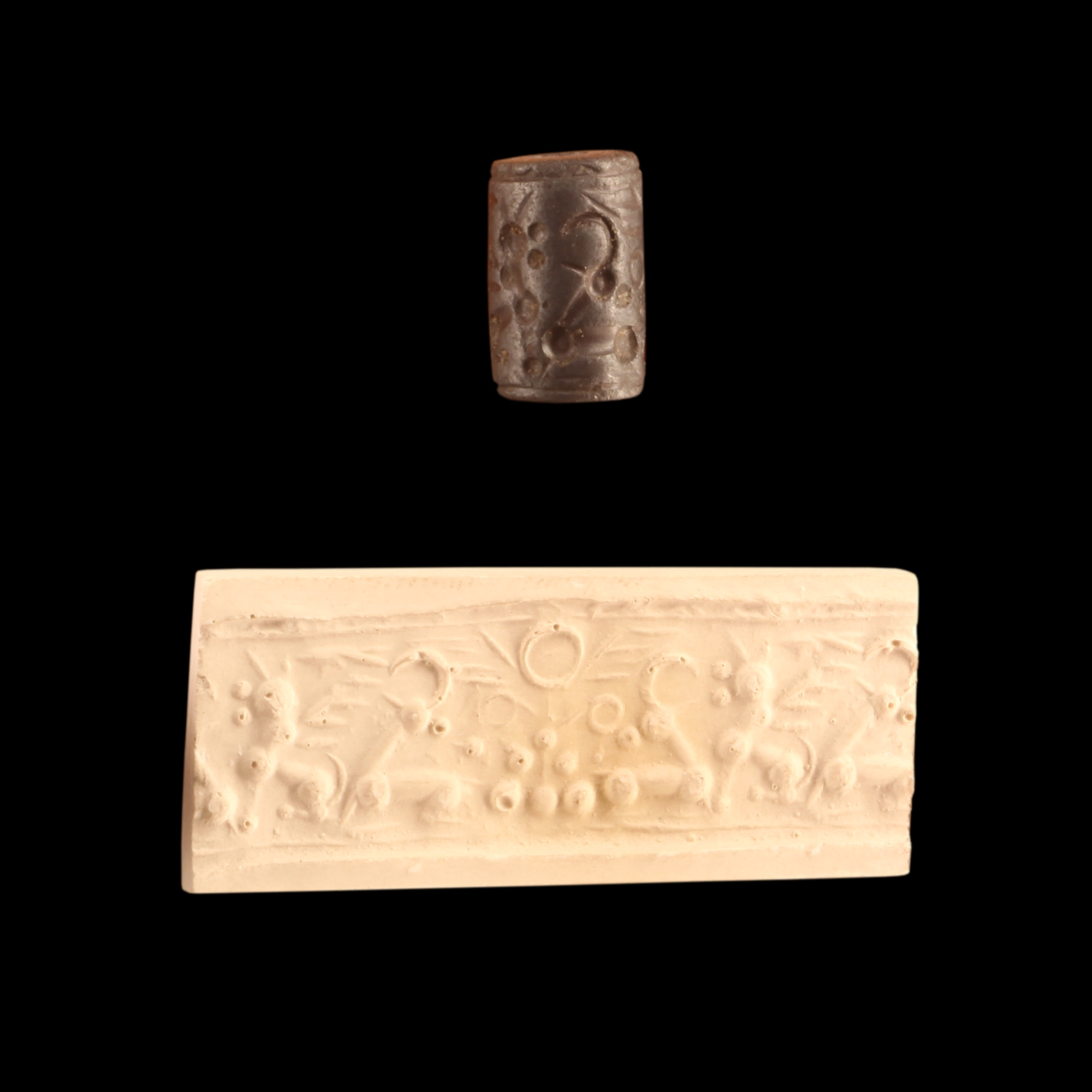
Selo real com teorias animais

### Glíptica
A Glíptica desenvolveu-se especialmente na produção de numerosos selos cilíndricos. Os selos eram ferramentas utilizadas na gestão económica e tinham como objetivo garantir o controlo de todas as receitas e despesas.
O objeto cilíndrico era enrolado sobre uma tábua de argila que conservava a sua impressão. O selo era quase sempre decorado com cenas heráldicas e mitológicas, teorias animais e cerimónias em santuários. Estas decorações serviam como reconhecimento imediato do proprietário do selo.
Com os primeiros anos do terceiro milénio a.C. as decorações tornaram-se esquemáticas, com representações de temas animais.

## Período Protodinástico
Entre 2900 a.C. e 2350 a.C., verificou-se uma progressiva homogeneidade cultural, apesar de um policentrismo muito forte. O aparecimento de centros habitados e as melhorias introduzidas na vida quotidiana das comunidades levaram a um aumento populacional substancial.
As novas formas de Estado organizaram-se em torno do palácio do soberano, que se tornou o centro das cidades-estado. O templo dedicado aos deuses locais manteve a primazia ideológica.
Neste período, a arte tornou-se propaganda para legitimar os soberanos e o seu governo. Pela primeira vez, o direito de reinar foi justificado pela descendência divina e concedido pelos deuses ao soberano.
Os primeiros testemunhos de guerras entre cidades-estado datam deste período; evidência destes confrontos é o famosíssimo Estandarte de Ur (cerca de 2500 a.C.), conservado no Museu Britânico em Londres.

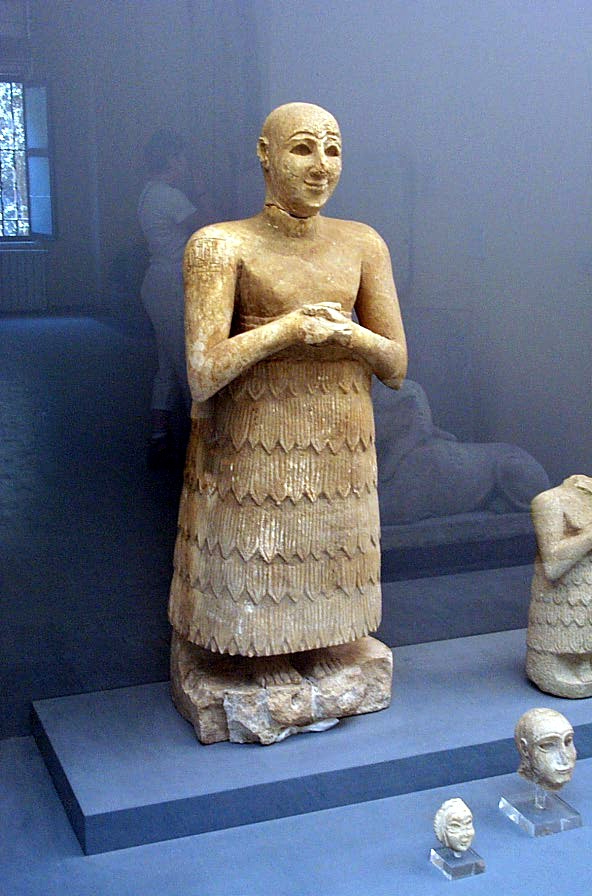
Exemplo de uma "oração" do período protodinástico

### Arquitectura
Durante o período protodinástico, continuou a ser utilizado o esquema tripartido utilizado no período anterior, ainda que enriquecido por elementos inovadores como o pátio de entrada e algumas salas de menor dimensão.
A arquitetura dos templos é um cenário de mudanças radicais: devido à progressiva afirmação das características teocráticas na sociedade suméria, baseadas numa hierarquia vertical e no trabalho coletivizado, o templo, centro da comunidade, passou a ser equipado com escritórios administrativos, fornos, armazéns etc., e, portanto, novos esquemas composicionais são utilizados:
- Templo quadrado, com um pátio central rodeado de salas e pátios mais pequenos que conduzem, após uma sala latitudinal, à cela de culto disposta transversalmente com a entrada no lado mais comprido (Tell Asmar e Tell Agrab);

- O Templo Oval, situado num terraço que se destacava no pátio interior de um complexo religioso monumental, rodeado por muralhas elípticas, de planta tripartida (Khafajah).[4]

Os palácios dos soberanos, por outro lado, não seguem padrões simétricos; as divisões estão organizadas ao longo de um pátio central que permite o trânsito interno entre as salas do edifício.
[[File:Reconstructed sumerian headgear necklaces british museum.JPG|sinistra|miniatura|335x335px|Coroa da grande rainha Puabi, o maior exemplo da ourivesaria suméria (2600 a.C.)

### Estatuária
A escultura desenvolve-se a partir da forma geométrica do cilindro, permitindo a eliminação de arestas vivas e o arredondamento da figura.

As personagens mais representadas são fiéis adorando a divindade chamada "orações". As figuras apresentam um forte esquematismo que se distancia de qualquer aspecto realista; isto porque o objetivo é criar uma espécie de intermediário com a divindade, permitindo que a escultura comunique com o deus..
Exemplo de escultura:
- Tesouro de Tell Asmar (2600 a.C.), Bagdade, Museu Nacional do Iraque.[6][7]

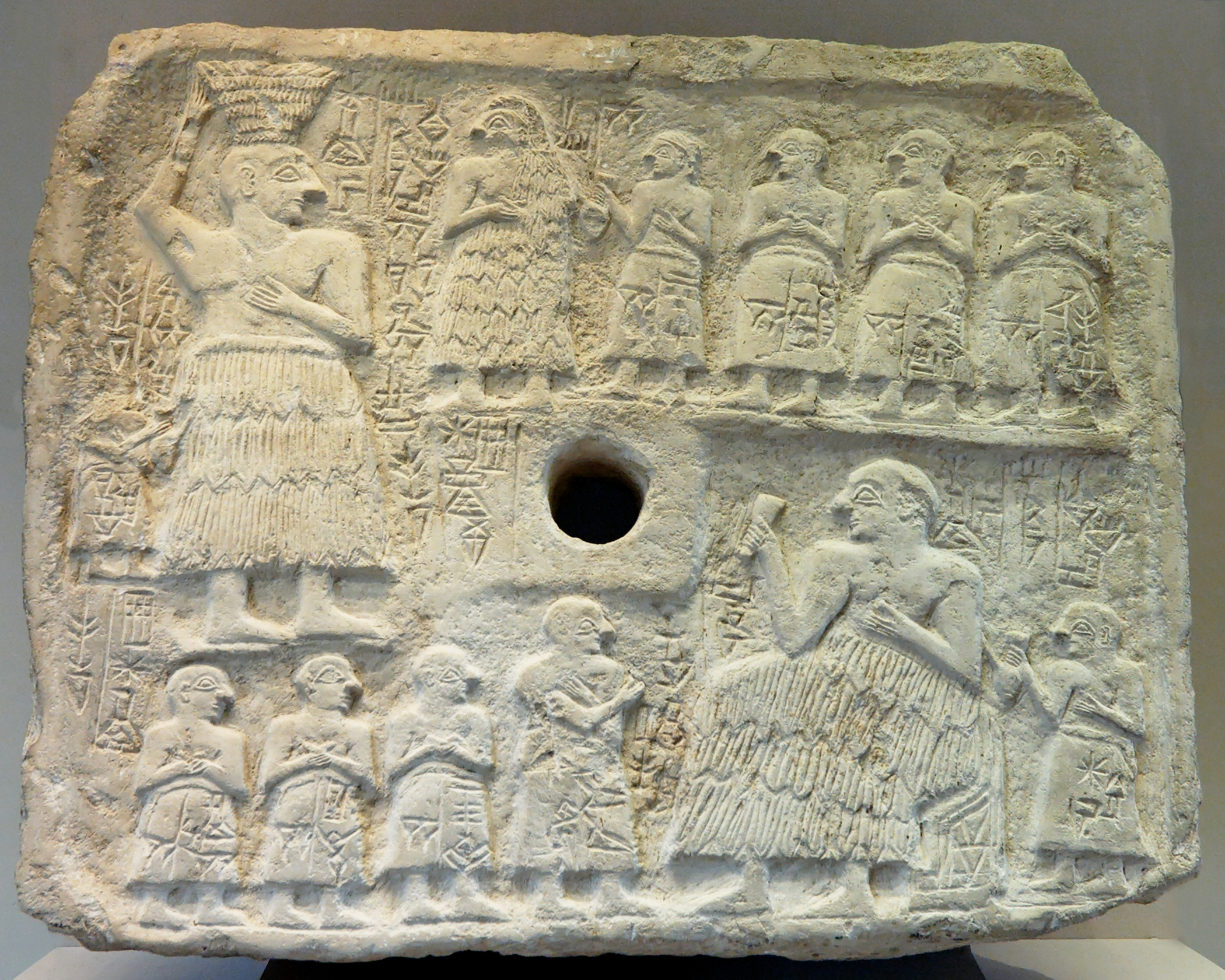
Prancha Ur-Nanshe de Tello, 2500 a.C., Paris, Museu do Louvre

### Relevo
A técnica do relevo expressa-se na criação de placas votivas, ou seja, lajes de pedra com 20 a 30 cm. O tema é o banquete cerimonial após um evento religioso. Originalmente, as placas eram fixadas às paredes dos templos com um prego inserido no orifício central da placa de pedra.
A decoração das placas votivas ocorre, geralmente, em dois ou três registos narrativos.
Exemplo de placa votiva:
- Prancha Ur-Nanshe de Tello (2500 a.C.) Paris, Museu do Louvre.

Perto do final do Período Protodinástico, o relevo comemorativo em estela tornou-se popular; têm a função de comemorar as vitórias do soberano sobre o inimigo.
Exemplo de estela:
- Estela dos Abutres (2400 a.C.) Paris, Museu do Louvre

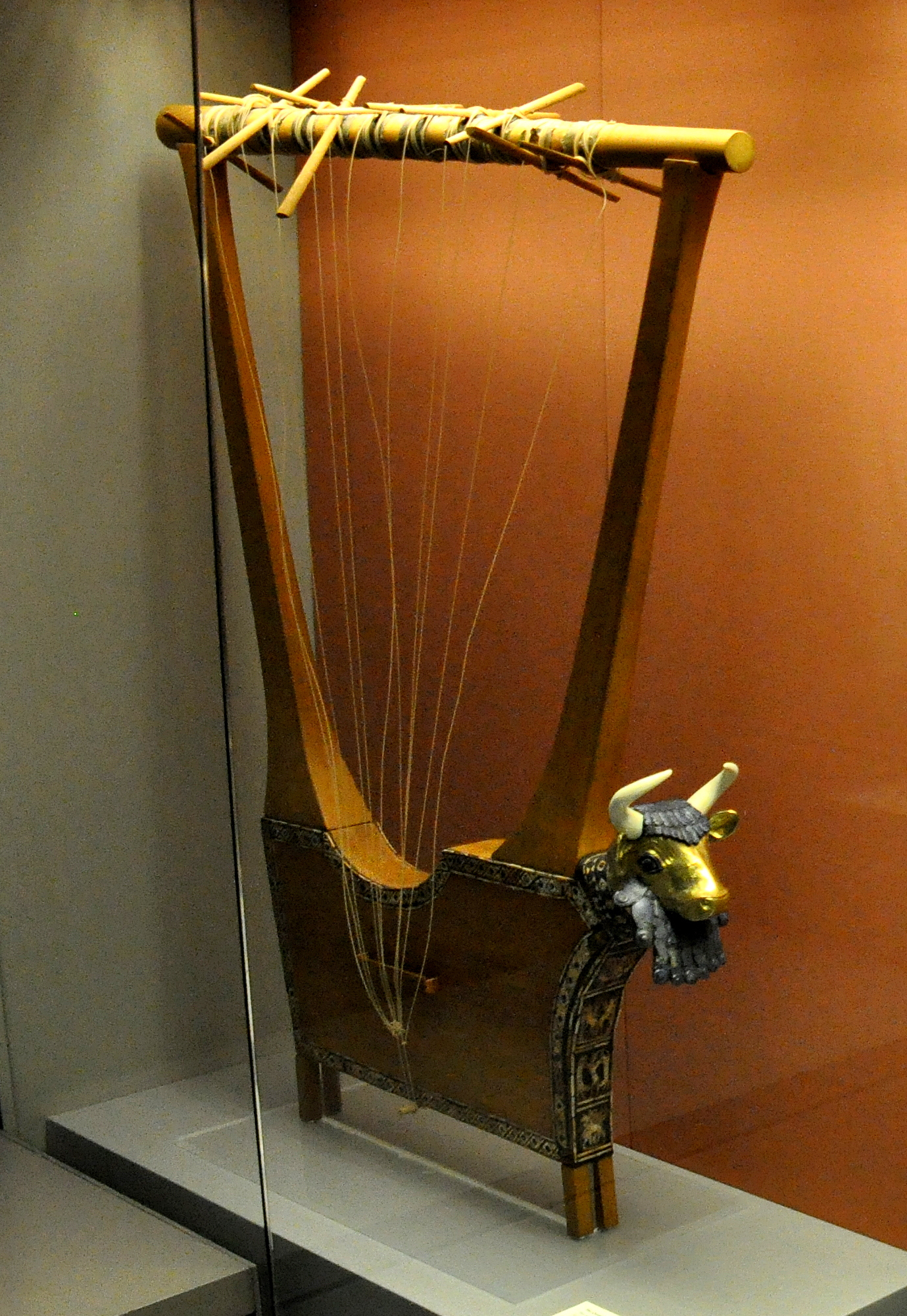
Lira decorada da Rainha Puabi

### Glípticas
Os primeiros testemunhos sobre glípticas são muito tardios e referem-se, ainda neste período, à produção de sinetes, quase todos provenientes de Fara. As gravuras nos sinetes apresentam uma decoração contínua em friso, com entrelaçamento de diferentes figuras (cenas mitológicas).
No final do Protodinástico ou Protodinástico III, há uma ruptura completa com o estilo anterior e a utilização de um novo esquema decorativo. Os selos apresentam um friso composto por um homem/herói nu, provavelmente Gilgamesh, a lutar com leões dispostos a atacar cabras ou antílopes.

### Torêutica
O exemplo mais famoso da arte da torêutica suméria é o vaso Entemena (c. 2400 a.C.), no Museu do Louvre em Paris.